# Ciambottella
La ciambottella è un sugo fatto con peperoncino piccante, pomodori, peperoni verdi e rossi, aglio e basilico. È una specialità tipica della città di Grottaminarda, nella provincia di Avellino.

## Preparazione e ingredienti
La ciambottella si prepara con ortaggi forniti dalla terra d'Irpinia; secondo un'antica usanza, il sugo viene preparato sistemando tutti gli ingredienti: il pomodoro tagliato a “pacchetelle” (ossia lungo le quattro coste), i peperoni tagliati a pezzi, l'aglio a spicchi e il basilico. 
La ciambottella può essere utilizzata al momento della preparazione oppure conservata in barattoli di vetro messi a bollire in acqua per almeno un'ora. In questo modo la ciambottella rappresenta una provvista che può essere conservata per molto tempo nelle dispense e consumata all'occorrenza, da sola o come condimento per il pane e la pasta.